# Салукі
Салукі (перський хорт; араб. سلوقی (salūqī), перс. سلوکی,سگ) — порода хортів, вважається однією з прадавніх порід. Витончений, досить великий собака, призначений для полювання на газелей, зайця і іншу дрібну дичину.

## Історія
Салукі, можливо, найдавніша порода собак. Зображення подібних собак зустрічаються по всьому Родючому Півмісяцю, прадавні датуються приблизно 3500 роком до н. э. (еламитска кераміка з Сузи і Сіалка)а в єгипетських похованнях такі зображення зустрічаються з XXII століття до н. э . Існує думка, що назва породи пов'язана з арабським містом Салук або з сирійським містом Селевкія. Древнє походження підтверджене і генетичними дослідженнями.
Порода сформувалася в кочових племенах арабів-бедуїнів, які вважали благородних салюкі древнім даром Аллаха  (El Hor, Al — Hurr) і піклувалися про збереження в поколіннях бездоганної краси, виняткової швидкості і витривалості. Бедуїни використали їх для полювання на зайців, газелей, кроликів, лисиць і іншу дрібну здобич. Кінний мисливець супроводжував собаку, який повинен був наздогнати звіра і живим утримувати його до прибуття хазяїна, який убивав здобич відповідно до традицій ісламу. Салюки була найціннішим надбанням після арабського коня і вважалася членом сім'ї. Собаки жили в шатрах разом з людьми, а до місця полювання собак «підвозили» верхи на коні або верблюді. Цих собак не продавали, а підносили як дорогоцінний подарунок. У ісламі салукі, як і інші породи азійських хортів, вважаються чистими тваринами, на відміну від собак інших порід.

Кочовий устрій бедуїнів сприяв поширенню салуки по всьому Близькому Сходу. Є свідчення, що в Китаї перші салукі з'явилися за часів династії Тан (618—907). Середньоазійського хорта тази, поширеного в Туркменістані і Казахстані, вважають таким, що походить від салукі.

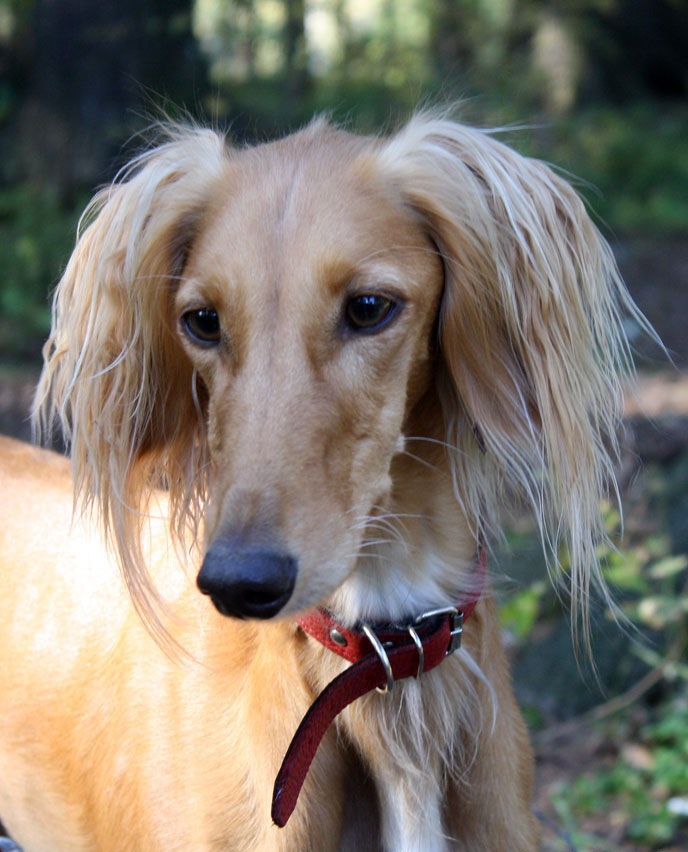

У Європу салукі потрапили в середні віки, про це свідчать численні витвори образотворчого мистецтва. Сучасне покоління салукі в Європі бере початок від собак, ввезених в 1895 році до Великої Британії з Єгипту дочкою ученого-єгиптолога леді Флоренс Амхерст. Англійський Кеннел-клуб зареєстрував стандарт породи в 1963 році, в США порода визнана в 1929-му. Міжнародна Кінологічна федерація затвердила перший стандарт салукі в 1966 році.

## Зовнішній вигляд
Салукі елегантні, граційні, але дуже витривалі і в цілому втілюють тип собаки-ловця, жваву і сильну настільки, щоб по піску і кам'янистим розсипам наздогнати і утримувати газель. Для салуки характерний легкий, сухий тип будови. Довга, тонка, ніжна голова з потужними щелепами, перехід від лоба до морди виражений слабо, мочка носа чорна або коричнева, очі овальні і досить великі, вуха висячі. Стрункі і сильні ноги, глибока грудна клітина і сухорлявий живіт — усе це необхідно салукі для швидкого, тривалого бігу і упіймання здобичі. Шия довга, мускулиста, спина міцна. Довгий хвіст опущений вниз, кінець хвоста підведений в півкільце.
У довгошерстого різновиду на вухах, хвості і задній стороні ніг є пачоси. Салукі не мають підшерстя, їх шерсть гладка, ніжна і шовковиста. Стандартом породи дозволені усі забарвлення: біле, кремове, палеве, руде, чорне з підпалинами, рябе (біле з рудими або чорними плямами). Небажаним забарвленням вважається лише тигрове.

## Темперамент

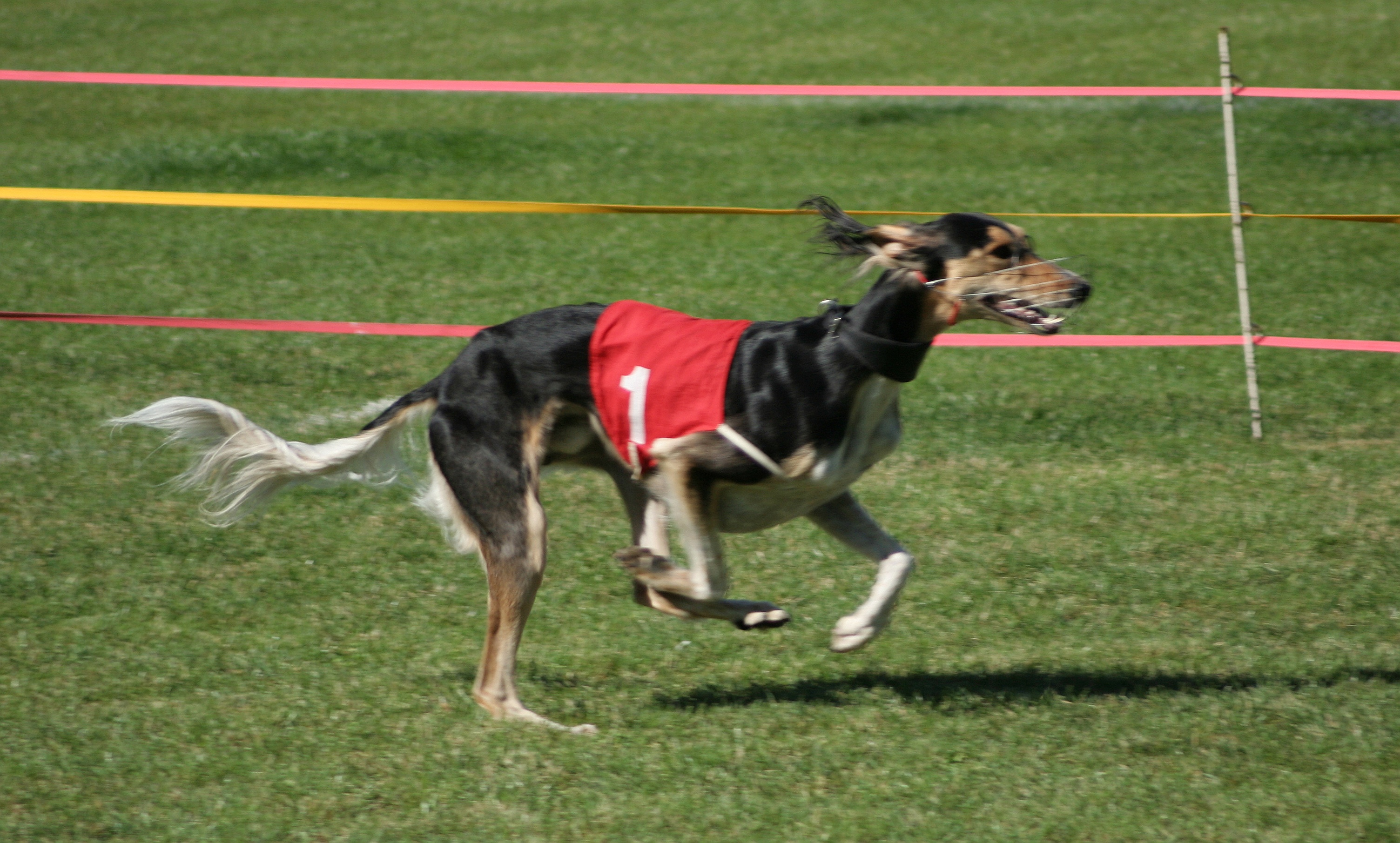

Салукі — урівноважені і мовчазні собаки, дуже незалежні. Салуки азартно і в'язко переслідують звіра або приманку на перегонах і можуть гнати здобич впродовж декількох годин. Салукі — рекордсмени за швидкістю у бігу на довгі дистанції: як стверджує Книга рекордів Гіннеса, вони можуть бігти зі швидкістю майже 70 км/год. Вони ласкаві з домашніми (у тому числі і з дітьми), але дещо насторожено ставляться до чужих. Собаки мають тонкий слух і можуть використовуватися як сторожові.
- Файл:Chart perski ucho 098i - corr1.jpg